# Pearson Island
Pearson Island è l'isola maggiore delle Pearson Isles, un sottogruppo dell'Investigator Group. Si trova nella Gran Baia Australiana lungo la costa occidentale della penisola di Eyre, nell'Australia Meridionale (Australia).

## Geografia
L'isola, di formazione granitica, è divisa in tre sezioni di cui la maggiore è quella settentrionale. Si trova circa 63 km a sud-ovest di Cape Finnis, l'estremità meridionale di Anxious Bay, sul lato occidentale della penisola di Eyre, e circa 25 km a sud-ovest di Flinders Island. Ha un'area di 2,13 km²; il punto più alto, 238 m, è una collina chiamata "Hill 781".
Un faro automatico opera nella sezione centrale dell'isola.

## Fauna
È tipica dell'isola una sottospecie di wallaby delle rocce dai fianchi neri: il wallaby delle rocce dell'isola di Pearson (Petrogale lateralis pearsoni). Sulla spiaggia vive una colonia di leoni marini.
Tra gli uccelli dell'isola si segnala la balia fronterossa e l'artamo mascherato; gli uccelli marini sono ben rappresentati con 36 diverse specie. Tra i sauri: il Christinus, l'Hemiergis peronii e l'Underwoodisaurus milii.

## Toponimo
Le isole Pearson hanno ricevuto il loro nome (Pearson's Isles) il 13 febbraio 1802 da Matthew Flinders, il quale non ha indicato il motivo della scelta del nome.

## Note

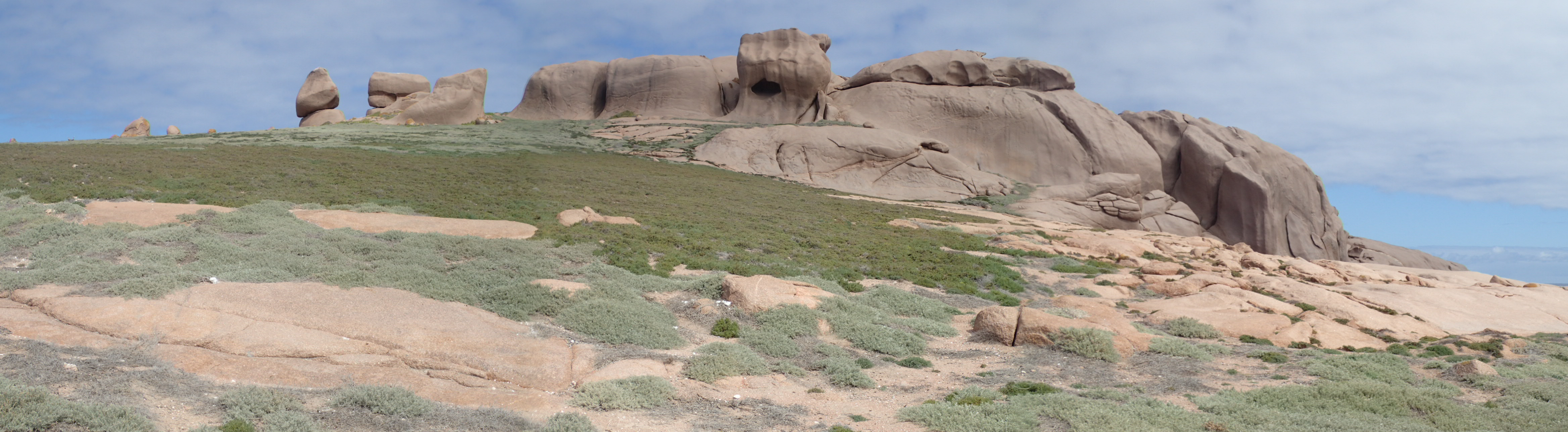
Formazioni rocciose su Pearson Island